# X-Men: The Ravages of Apocalypse
X-Men: The Ravages of Apocalypse или X-Men: RОА (с англ. — «Люди Икс: Месть Апокалипсиса») — оригинальная компьютерная игра в жанре шутера от первого лица, созданная на движке Quake. Несмотря на то, что игра основана на движке другой игры, в ней были изменены все аспекты, включая сюжет, карты, персонажей, оружие, дисплей и интерфейс.
X-Men: The Ravages of Apocalypse стала первой коммерческой игрой на базе движка Quake engine, не использующей сюжет о вселенной Quake. Она также стала первой 3D игрой, использующей в реальном масштабе времени Lightwave 3D для всех созданных моделей и анимации в игре.
В продажу игра вышла 1 декабря 1997 года. В 2005 году игра была выпущена в свободное обращение вместе с патчем 1.1, который дал возможность игры за одного из X-Men. В июле 2006 года также был открыт исходный код.

## История
В марте 1997 года Джонни Горден начал новый R&D проект как пробу сил в 3D моделировании в реальном времени. Он понял, что можно было заменить модели в Quake, как это было в Doom II, с которым он имел дело до этого в Bugs Doom. Это оказалось довольно легко: команда мутантов X-Men стала аналогичной существующим в Quake монстрам с динамикой движений и взаимодействий, и поэтому Джонни начал создавать то, что тогда было известно как X-Men Quake.
После удачной замены моделей он обнаружил, что можно было включить новый код, после чего ему стал понятен потенциал кодирования, специализируемый на поведении персонажей; например, Райан Feltrin, а также те, кто имел в Quake опыт кодирования МО, создали модификацию Quake ралли.
X-Men Quake очень быстро стала популярной. На одном из интервью Джонни была предложена рекламная помощь: Marvel предложил представлять этот проект. Основываясь на проделанной работе, Marvel решили сделать проект официальным и опубликовать его, но сюжет и дизайн игры нужно было обновить для того, чтобы она могла стать X-Men: РОА.
Главное условие Marvel для издания проекта заключалась в том, что его нужно было представить ко времени проведения рождественских продаж 1997 года. Это означало, что у команды оставалось только 3 месяца, чтобы завершить игру. У команды едва хватало денег на работу трёх основных создателей, не говоря уже о других пятнадцати членах группы, без которых работа бы встала. Но после долгих часов напряжённой работы, объединив все усилия воедино, команде удалось уложиться в сроки, что стало достижением для всех ее участников.

## Сюжет
Игра основана на комиксах и мультсериале.
В попытке сорвать планы мирового господства Апокалипсиса, мутант Магнето использовал свои способности по изменению свойств металла по его воле и превратил вас в киборга-убийцу. Только успешное завершение миссии даст вам надежду на восстановление вашей человечности.
Главная цель игрока: помешать плану Апокалипсиса по достижению мирового господства. Для этого нужно, проходя по уровням, выживать, уничтожая бесчисленных клонов X-Men, созданных Апокалипсисом, и находить портал, ведущий на следующий уровень.
Игра состоит из 9 уровней, которые сгруппированы в эпизоды. Каждый эпизод представляет собой отдельное измерение, в которое игрок попадает через телепортационные врата.

## Отзывы критиков
| Русскоязычные издания | Русскоязычные издания |
| Издание               | Оценка                |
| --------------------- | --------------------- |
| «НИМ»                 | 6,3 из 10             |

Хотя игру справедливо критиковали в обзорах за геймплей и уровень сложности некоторых уровней, которые значительно выиграли бы от этого, но оригинальную историю, графику, модели и мультиплеер игроки оценили очень высоко.
Иван Самойлов и Олег Полянский, обозреватели журнала «Навигатор игрового мира», назвали игру «достаточно средненькой Total Conversion на базе Quake», сочли её «первым почином в неординарной интерпретации» комикса, и согласились, что она представляет интерес. При этом они выразили сожаление, что в игре «нет ничего действительно стоящего», кроме моделей противников, и поставили 6,3 балла из 10.